# Красный пик (флаг)
Красный пик (англ. Red Peak) или Первый к свету (англ. First to the Light) — один из пяти кандидатов на флаг Новой Зеландии на референдумах 2015—2016 годов. Разработан Аароном Дастином в 2015 году. Появился в официальном списке из 40 дизайнов флага, прежде чем 1 сентября 2015 года его не сократили до четырёх вариантов. После разочарования общественности официальным списком из четырёх флагов, 2 сентября была запущена кампания в социальных сетях, которая привлекла внимание ведущих политических деятелей. 23 сентября премьер-министр Джон Ки объявил, что правительство согласилось добавить Красный пик в бюллетень референдума в качестве пятого (и единственного не вдохновлённого папоротником) варианта флага.
По словам дизайнера, флаг, на котором изображён белый шеврон, окружённый треугольниками красного, синего и чёрного цветов, не отталкивается от знакомых символов Новой Зеландия, таких как папоротник, кору, киви и Южный крест. На флаге изображены упрощённые геометрические элементы традиционного новозеландского узора танико и кончики звёзд, изображённых на нынешнем флаге. Белый шеврон отсылает на столкновение двух тектонических плит, образовавших Южные Альпы, а цветные треугольники символизируют красную землю, чёрную ночь и синий рассвет, отсылая к истории создания Ранги и Папа в мифологии коренных маори. Он уникален среди предложенных вариантов тем, что это единственный дизайн, который визуально представляет слияние культур британцев и маори — двух групп, которые особенно заметны в истории Новой Зеландии. После подсчёта голосов на первом референдуме о флаге Красный Пик был исключён после третьего раунда голосования.

## История
Флаг был разработан Аароном Дастином вместе с 17 другими дизайнами флага в мае—июле 2015 года в рамках подготовки к референдуму о флаге Новой Зеландии и представлен под псевдонимом Andor Unista (анаграмма Аарона Дастина). В августе 2015 года Красный пик был включён в список из 40 дизайнов. Количественный опрос, проведённый с 25 по 31 августа 2015 года с участием 1000 новозеландцев, показал, что дизайн Красного пика занял 35-е место в целом, и был четвёртым наименее предпочтительным дизайном флага. Кроме того, в определённых группах он занял последнее место (40-е) по мнению людей, которые идентифицируют себя как маори или как сторонников Партии зелёных.
После разочарования общественности официальным списком флагов-кандидатов из четырёх вариантов, 2 сентября 2015 года в социальных сетях была запущена кампания по поддержки Красного Пика, дизайн которого понравился сторонникам изменения флага Новой Зеландии, не одобряющим другие предлагаемые проекты. За твитами последовала запись в блоге под названием Dear John, написанная Роуэном Симпсоном, которая привлекла значительное внимание в Интернете, и статья журналиста Тоби Манхайра в New Zealand Herald. Несмотря на то, что он не был выбран официальной комиссией по рассмотрению флага, дизайн Красного пика был признан благоприятной альтернативой и был поддержан массовой кампанией в социальных сетях за его включение в любой общественный референдум по новому дизайну национального флага. Онлайн-петиция в поддержку включения дизайна флага в качестве варианта для референдума менее чем за две недели получила более 50 000 подписей и была передана семьёй автора петиции и Роуэн Симпсон Дэвиду Сеймуру в парламенте 16 сентября 2015 года.
23 сентября депутат от Партии зелёных Гарет Хьюз попытался внести в парламент законопроект о добавлении Красного пика к референдуму в качестве пятого кандидата. Премьер-министр Джон Ки вскоре подтвердил, что правительство примет закон. Чтобы принять законопроект, Палата представителей 23 сентября перешла в режим срочности (срочность позволяет Палате представителей значительно сократить время прохождения законопроекта через законодательный процесс, избегая передачи в специальный комитет и проходя все три чтения за один день; при нормальных обстоятельствах законопроект не может проходить более одной стадии в день, когда Палата находится на сессии). В третьем чтении все партии в Палате представителей согласились с окончательным принятием, за исключением New Zealand First. Королевское согласие было получено 24 сентября, что сделало включение Красного Пика в бюллетень официальным (Публичный закон 2015 года № 86). По оценкам, это дополнение обошлось в 380 000 долларов, поскольку информационные материалы о регистрации и голосовании, в которых фигурировали только первоначальные четыре альтернативы, пришлось переработать, перепечатать и повторно перевести, чтобы включить Красный Пик в качестве пятого варианта (бюллетени для голосования ешё не были напечатаны). Несмотря на свою готовность включить Красный Пик в бюллетень для голосования, премьер-министр Ки оставался сторонником двух дизайнов серебряного папоротника Кайла Локвуда; если бы Красный Пик победил на первом референдуме, Ки заявил, что поддержал бы его вместо нынешнего флага на втором референдуме.

## Реакция
Поддержку флагу оказали известные дизайнеры и преподаватели дизайна Новой Зеландии.
В качестве критики высказывалось мнению о том, что подобные флагу дизайны используют компании. В основном он сравнивался с логотипами Peak Engineering & Design и Arrow Uniforms. По этой причине флаг требовали снять с референдума. Сторонники дизайна отвергли эту критику как «культурно бесчувственную» и восприняли её как «отвлекающий манёвр».